# NGC 210
NGC 210 é uma galáxia espiral barrada (SBb) localizada na direcção da constelação de Cetus. Possui uma declinação de -13° 52' 21" e uma ascensão recta de 0 horas, 40 minutos e 34,8 segundos.
A galáxia NGC 210 foi descoberta em 3 de Outubro de 1785 por William Herschel.